# Johann Georg Dramburg
Johann Georg Dramburg (* um 1640 in Hamburg; † kurz vor 1700 in Tübingen) war ein deutscher Maler, der in Tübingen heimisch geworden ist. Er war der Sohn des Hamburger Malers Johann Dramburg.

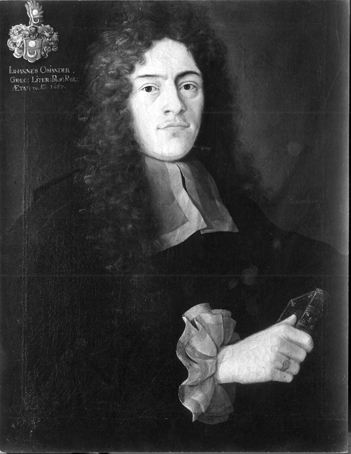
Johann Osiander

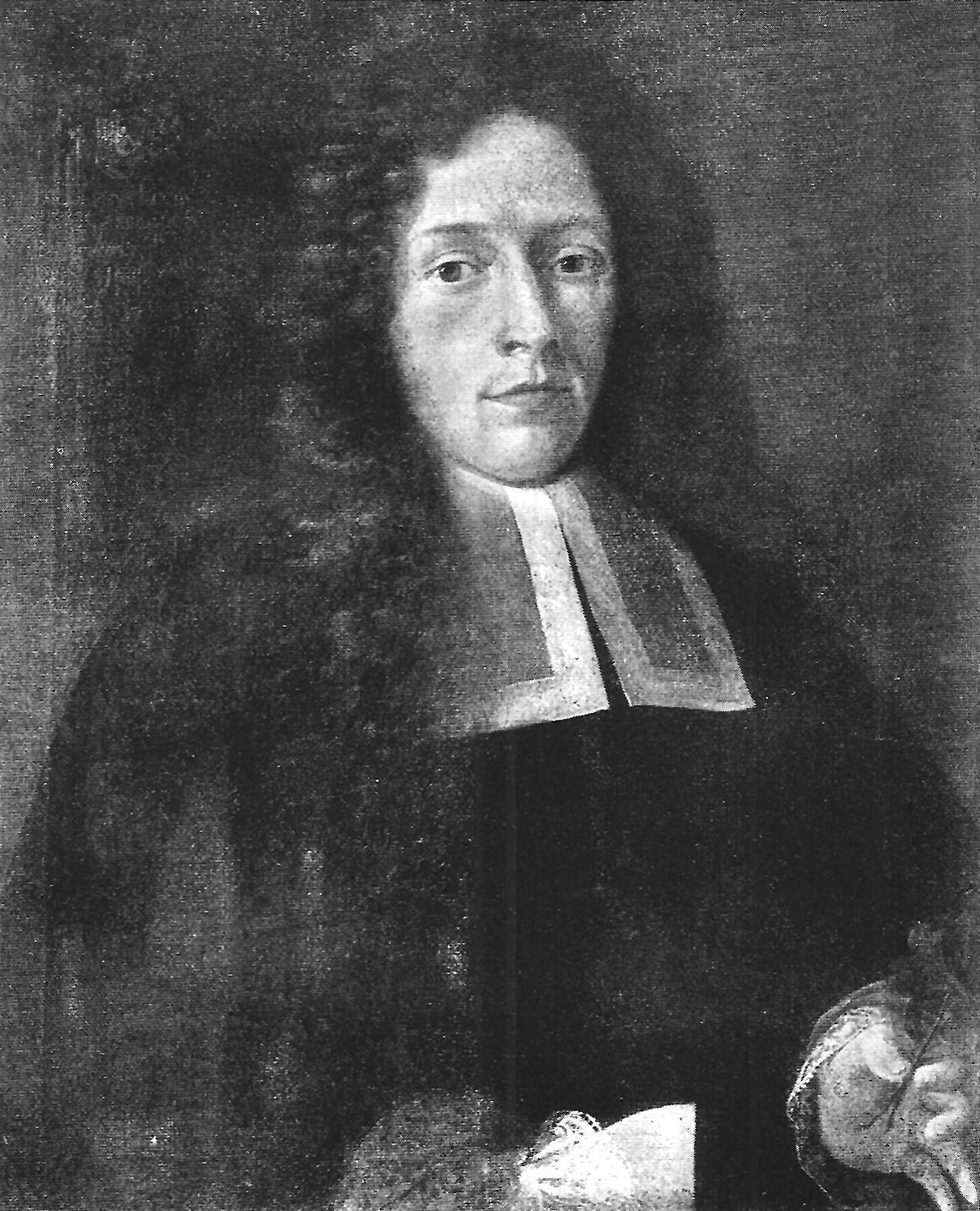
Rudolf Jacob Camerarius

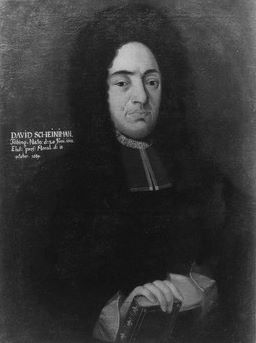
David Scheinemann

## Leben
Johann Georg Dramburg fand als Sohn eines Malers seine erste Malerausbildung bei seinem Vater. Für die weitere Ausbildung reiste er nach Holland, anschließend bildete er sich noch bei Johann Friedrich Trescher in Frankfurt am Main. Seit 1670 wohnte er Tübingen, wo es durch Anwesenheit des sich immer verändernden Kreises reicher Studenten vergleichsweise gute Verdienstmöglichkeiten existierten. 1673 bewarb sich Dramburg um das akademische Bürgerrecht, zunächst ohne Erfolg, doch nach erneutem Antrag von 1680 gelang es ihm, dieses begehrte Recht zu erhalten. Er unterhielt offenbar gute Beziehungen zum herzoglichen Hof in Stuttgart, weil der Herzog Friedrich Karl von Württemberg-Winnental – als der Finanzierer – für ihn Arbeitsmöglichkeiten durchsetzte. Obwohl er kein Meisterstück gefertigt hat, bekam Dramburg in den Jahren 1684–1690 Aufträge für 7 Bildnisse für die Tübinger Professorengalerie.
„Allein das Porträt des betagten Juristen Johann Andreas Frommann zeigt in seiner leichten malerischen Behandlung deutlich niederländische Schulung und ist durch seine Durchbildung beachtenswert. Die etwas anspruchsvolle Haltung und die illusionistische Bezugnahme auf den Besucher zeigen erstmals barocke Züge in der Tübinger Bildnismalerei.“

## Berühmtere Arbeiten
- 1684 Prof. Johann Heinrich Breuning, (Öl auf Leinen, Tübinger Professorengalerie)
- 1685 Prof. Johann Wolfgang Jäger, (Öl auf Leinen; ersetzt von einem Porträt von Johann Christoph Kayßer)
- 1687 Johann Osiander, (Öl auf Leinen, Tübinger Professorengalerie)
- 1689 Prof. Rudolf Jacob Camerarius (Öl auf Leinen, Tübinger Professorengalerie)
- Januar 1690 Prof. Johann Andreas Frommann sen. (1672–1730), (Öl auf Leinen, Tübinger Professorengalerie)
- 1690 Prof. David Scheinemann, (Öl auf Leinen, Tübinger Professorengalerie)
- um 1690 Prof. Georg Heinrich Häberlin, (Öl auf Leinen, Tübinger Professorengalerie)
- um 1690 Prof. Johann Gottfried Zeller, (Öl auf Leinen, Tübinger Professorengalerie)